# Nag al-Amar
Nag al-Amar és una petita ciutat a 7 km de Luxor (Egipte) on està situat l'aeroport Internacional de Luxor.
L'aeroport, que s'està ampliant, és una instal·lació senzilla, amb només dues terminals i 5 portes d'embarcament. Les arribades nacionals i internacionals ho fan a una instal·lació prefabricada.